# Melissoptila aureocincta
Melissoptila aureocincta är en biart som beskrevs av Urban 1968. Melissoptila aureocincta ingår i släktet Melissoptila och familjen långtungebin. Inga underarter finns listade i Catalogue of Life.